# Naturschutzgebiet Ahrenshooper Holz
Koordinaten: 54° 23′ 5,3″ N, 12° 26′ 26,2″ O

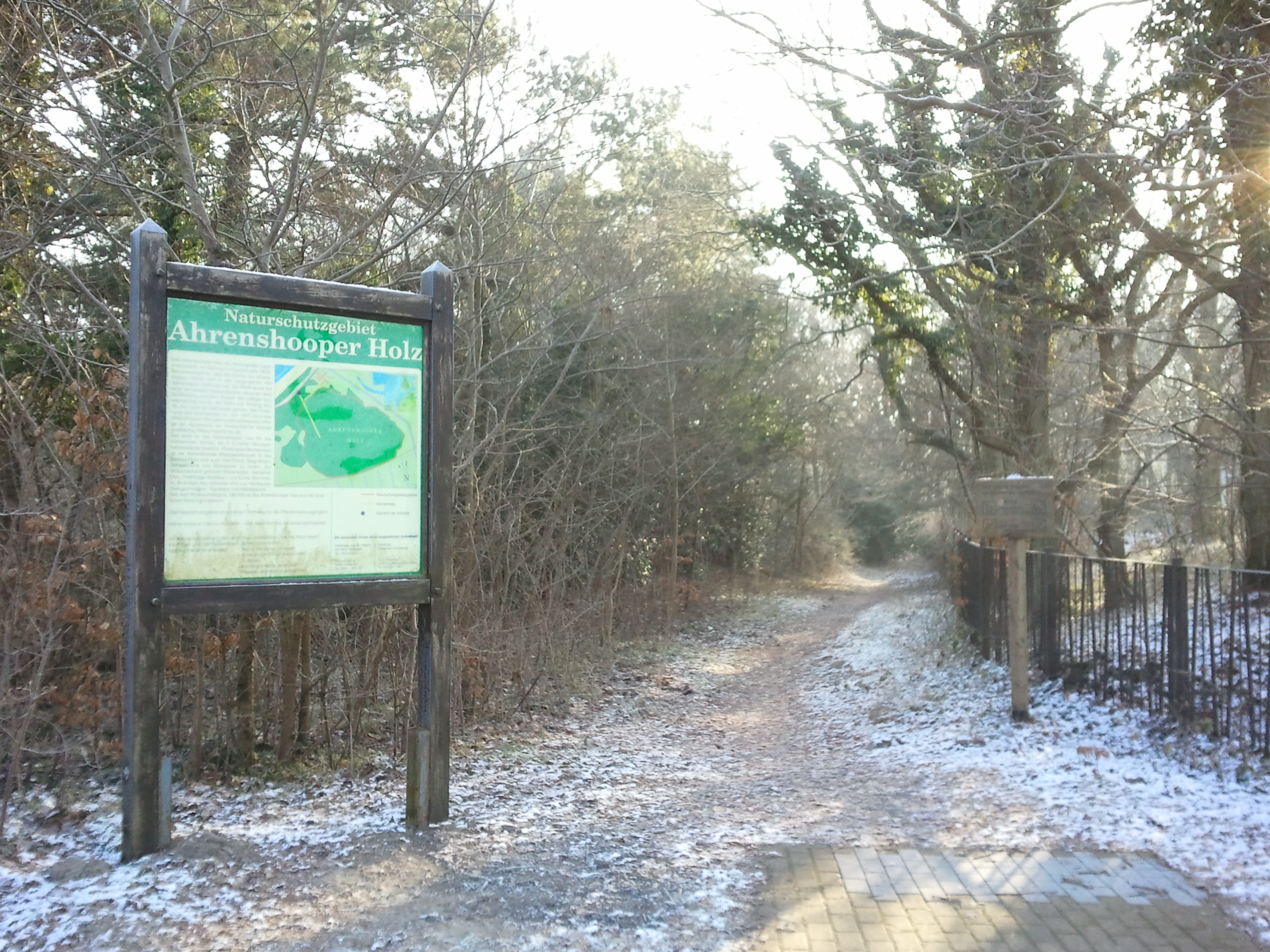
Eingangsbereich Naturschutzgebiet Ahrenshooper Holz

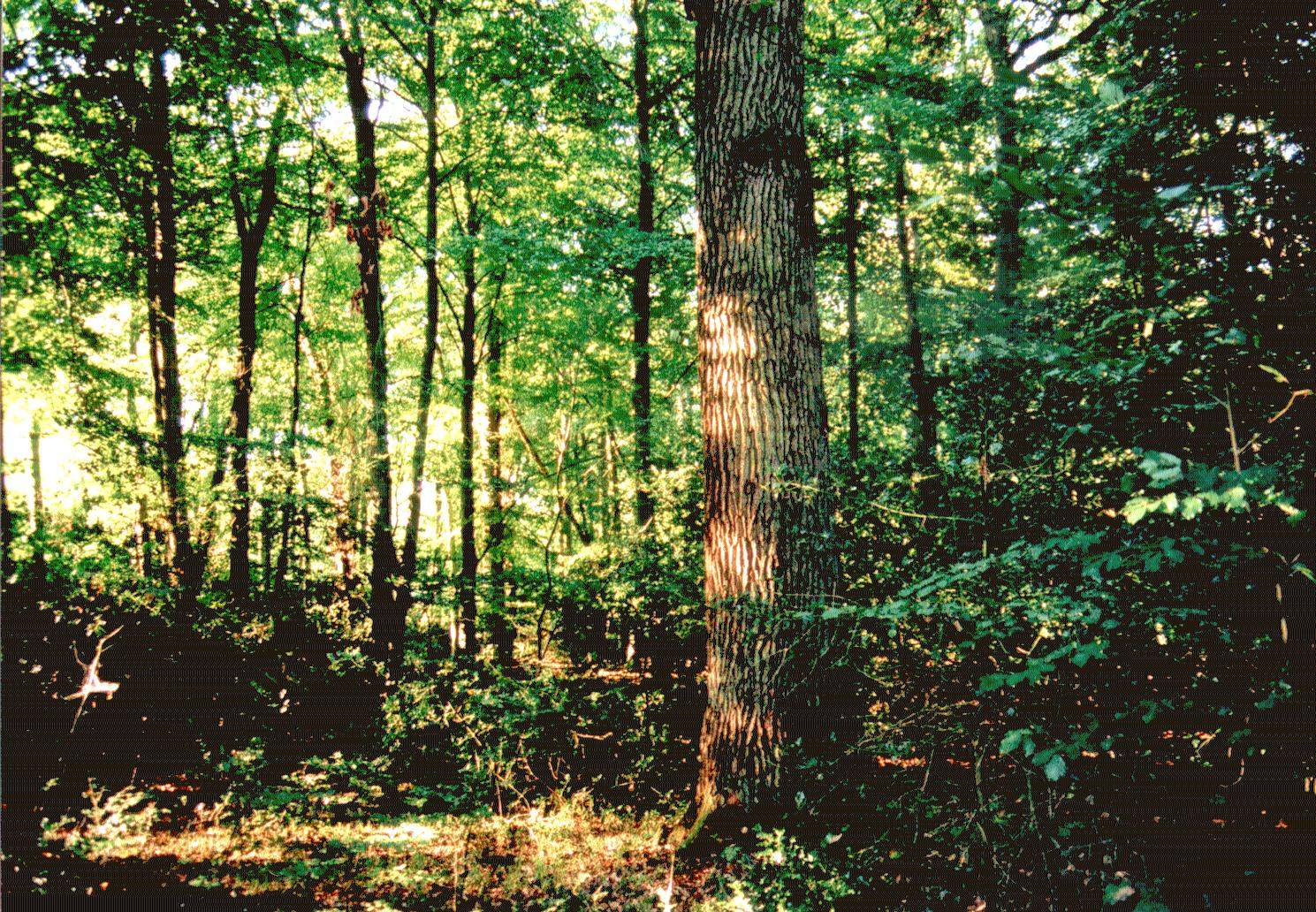
Ahrenshooper Holz im September 2006

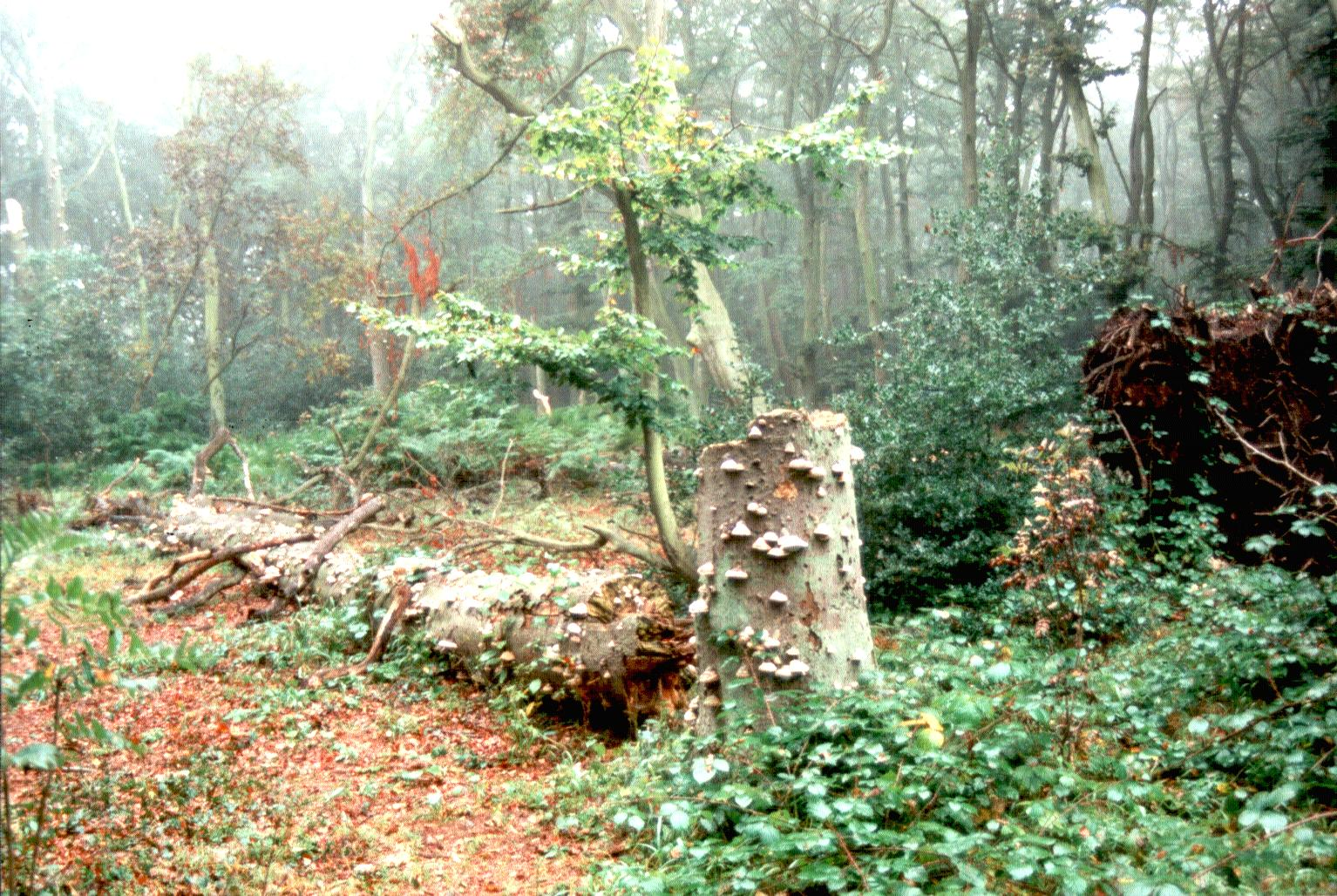
Liegendes Totholz nach Windwurf im Ahrenshooper Holz, Oktober 1995

Das Naturschutzgebiet Ahrenshooper Holz ist ein 55 Hektar großes Naturschutzgebiet in Mecklenburg-Vorpommern einen Kilometer nordöstlich von Ahrenshoop. Die Unterschutzstellung erfolgte am 4. September 1958 mit dem Zweck, einen alten Buchenwald mit Torfstandorten sowie dichten Beständen der Stechpalme zu schützen und zu entwickeln. 
Der aktuelle Gebietszustand wird als unbefriedigend eingeschätzt, da der Wasserhaushalt der Flächen durch Entwässerungsmaßnahmen empfindlich gestört wurde. Ein Wanderweg führt von Ahrenshoop aus durch das Schutzgebiet. 

## Geschichte
Das Ahrenshooper Holz entstand auf der ehemals vermoorten Seesandebene zwischen den beiden Pleistozänkernen Altdarß und dem Ahrenshooper Schifferberg. Bis Anfang des 19. Jahrhunderts wurde es als Weidewald genutzt. Das Ahrenshooper Holz wurde 1958 unter Naturschutz gestellt und wird seit einem verheerenden Windwurf im Winter 1967/68 nicht mehr forstlich genutzt. Mit der Polderung des umliegenden Grünlandes 1970 einhergehend, wurden im Ahrenshooper Holz jedoch Entwässerungsgräben angelegt. Die damit bewirkte Absenkung des Grundwasserspiegels hatte ein Absterben zahlreicher alter Bäume zur Folge. 

## Pflanzen- und Tierwelt
Das Schutzgebiet weist einen alten Baumbestand aus Rotbuche und Stieleiche auf, der seit etwa 450 Jahren unverändert ist sowie einem ansehnlichen Bestand der atlantisch verbreiteten Baumart Stechpalme (Ilex aquifolium). Damit hängt der hohe Totholzanteil zusammen, der dem Wald ein urwaldähnliches Gepräge verleiht. Weitere Baumarten sind Bergahorn, Roterle, Hänge-Birke und Eberesche. Die natürliche Waldgesellschaft entspricht einem Waldmeister-Rotbuchenwald (Galio odorati-Fegetum). Basenzeiger in der Feldschicht wie Wald-Flattergras (Milium effusum), Vielblütige Weißwurz (Polygonatum multiflorum) und Maiglöckchen (Convallaria majalis) deuten auf die Herkunft des Substrates hin: In den jüngeren Sanden ist Kalk aus Muschelschalen enthalten, die von der Ostseebrandung dort ehemals mit abgelagert wurden. In der Strauchschicht tritt Purgier-Kreuzdorn (Rhamnus cathartica) ebenfalls als Basenzeiger auf. Lichtungen werden jedoch überwiegend vom Adlerfarn (Pteridium aquifolium) eingenommen.
Das Ahrenshooper Holz ist auch Brutgebiet der seltenen Vogelarten Hohltaube, Waldkauz, Mittelspecht und Zwergschnäpper.